# Grațiela Benga
Grațiela Benga-Țuțuianu (n. 19 aprilie 1972, Lugoj, Timiș) este critic literar și eseistă română. Este membră în Uniunea Scriitorilor din România din anul 2007.

## Educație
A urmat Liceul „Coriolan Brediceanu” din Lugoj, secția matematică-fizică, în perioada 1986-1990.
Între anii 1990-1995 a fost înscrisă la Facultatea de Litere, Istorie și Teologie, Universitatea de Vest, Timișoara. În 1996-1997 a urmat cursuri de masterat în specialitatea „Literatură română și intertextualitate”, în cadrul aceleiași facultăți.
În 2007 a obținut titlul de doctor în filologie, cu teza Publicistica postbelică a lui Mircea Eliade, ce a fost susținută la Institutul de istorie și teorie literară „G. Călinescu”, Academia Română, București.

## Carieră
În perioada 1995-1997 a lucrat ca profesor titular de limba și literatura română și limba engleză la Școala cu cls. I-VIII Nr. 4 din Lugoj.
În 1997-1998 a fost profesor titular de limba și literatura română, la Liceul Teoretic „Dositei Obradovici” din Timișoara.
A fost cercetător științific doctorand (2004-2007) și cercetător științific doctor (2007-2009) la Academia Română, Filiala Timișoara, Institutul de Studii Socio-Umane „Titu Maiorescu”. În 2009 a lucrat ca cercetător științific gr. III doctor, la Academia Română, Filiala Timișoara, Institutul de Studii Banatice „Titu Maiorescu”.
Între anii 2008-2010 a fost cadru didactic asociat la Facultatea de Litere, Filosofie și Teologie a Universității de Vest din Timișoara.
A debutat în literatură cu un volum de cronică literară în revista Orizont, în 1993.
Debutul editorial a avut loc în 2005, cu volumul de istorie literară Eliade. Căderea în istorie.
A colaborat la diverse publicații: Banat, Bucovina literară, Convorbiri literare, Lettre Internationale, Orizont, Poesis International, Reflex, Revista de studii banatice, Studii de știință și cultură, Viața românească ș.a.
În 2016 a publicat cartea Rețeaua. Poezia românească a anilor 2000, dedicată poeților români reprezentativi din generația douămiistă, o lucrare științifică ce analizează diferite puncte de vedere privind această generație de autori, după aproximativ 15 ani de la apariția ei.
În 2019 a făcut parte din juriul Filialei Timișoara a Uniunii Scriitorilor din Timișoara.
în ianuarie 2023 a participat la lansarea volumului Dicționarul romanului central-european din secolul XX, coordonat de Adriana Babeți, la Timișoara.

## Opere
- Rețeaua. Poezia românească a anilor 2000, Timișoara, Editura Universității de Vest, 2016[11]
- Cu cărțile la vedere. O privire asupra literaturii marginilor, ediția a doua, revăzută și adăugită, Editura Universității din Oradea, 2015[12]
- Publicistica postbelică a lui Mircea Eliade (teză de doctorat), Timișoara, Editura David Press Print, 2015
- Cu cărțile la vedere (Studii de literatură română), Timișoara, Editura David Press Print, 2013[13]
- Jocurile vârstei, jocurile oglinzii. Poezia lui Ioan Ardeleanu, postfață de Lucian Alexiu, Timișoara, Editura Hestia & Anthropos, colecția „Paradigma”, 2008
- Recurs la destin. Poezia lui Mircea Dinescu, Timișoara, Editura Hestia & Anthropos, colecția „Paradigma”, 2008
- Mircea Eliade. Căderea în istorie, Timișoara, Editura Hestia, Colecția Universitas, 2005[14]
- Traversarea cercului. Centralitate, inițiere, mit în opera lui Mircea Eliade, Timișoara, Editura Hestia, 2006

Ediții îngrijite
- Victor Vlad Delamarina, Scrieri. Poezii, proză, corespondență, Ediție critică, text stabilit, studiu introductiv, tabel cronologic, notă asupra ediției, glosar, note, bibliografie, anexe și opinii critice de Grațiela Benga-Țuțuianu, Editura David Press Print, 2016[15]

## Premii
Premiul de debut pentru volumul Mircea Eliade. Căderea în istorie i-a fost acordat în 2005 de USR, filiala din Timișoara.
În 2009, Consiliul Județean Timiș i-a acordat Premiul „Pro Cultura Timisiensis”.
În 2015 a primit Premiul pentru critică literară acordat de revista Orizont, din partea Uniunii Scriitorilor din România.
În 2016 a primit Premiul Național „G. Bacovia” pentru Rețeaua. Poezia românească a anilor 2000 și Premiul pentru critică literară și eseu, acordat de Filiala din Timișoara a Uniunii Scriitorilor din România. A fost nominalizată la Festivalul național de literatură FestLit (2016), de la Cluj, organizat de Uniunea Scriitorilor din România și Filiala Cluj a USR.